# Куратов Іван Олексійович
Іва́н Олексі́йович Кура́тов (комі Куратов Öльöксей Иван; *6 (18) липня 1839, с. Кірба Усть-Сисольського повіту Вологодської губернії, тепер с. Куратово Сисольського р-ну Республіки Комі, Росія — †17 (29) листопада 1875, м. Вєрний, тепер Алмати, Казахстан) — комі поет, філософ, мовознавець, основоположник літератури мовою комі, перекладач.

## Біографія
Іван Олексійович Куратов народився у селі Кірба Усть-Сисольського повіту Вологодської губернії (тепер с. Куратово Сисольського району Республіки Комі, Росія) в родині дяка.
У 1854 році закінчив навчання в Яренському духовному училищі.
У період з 1854 по 1860 рр. навчався у Вологодській духовній семінарії, де вперше проявилось його поетичне обдарування.
У наступні, 1861—65 рр, вчителював в Усть-Сисольську (сучасний Сиктивкар), куди І. О. Куратов приїхав після невдалої спроби продовжити освіту в Москві. Тут він навчав комі дітей грамоти, працював над мовознавчими роботами і писав вірші.
Переїхавши до Казані Іван Куратов деякий час працював полковим аудитором. Тут же йому вдалося здобути вищу освіту — у Казанському університеті вивчав східні мови.
З 1866 року жив у Середній Азії, зокрема, працював у штабі військ (до 1871 року) та в канцелярії Семипалатинського губернатора.
Помер у місті Вірному (нині Алмати) від сухот 17 (29) листопада 1875 року.
У 1878 році, після смерти поета, його рукописи відправлено до Санкт-Петербургу, до родичів. Через 50 років про них дізналися мешканці Комі.

## Творчість і вшанування
Письменницька творчість Івана Куратова багатожанрова: любовна лірика, побутові замальовки, гостра сатира, філософська притча, поема, історичне оповідання, байка, епіграма, перифраз і пародія.

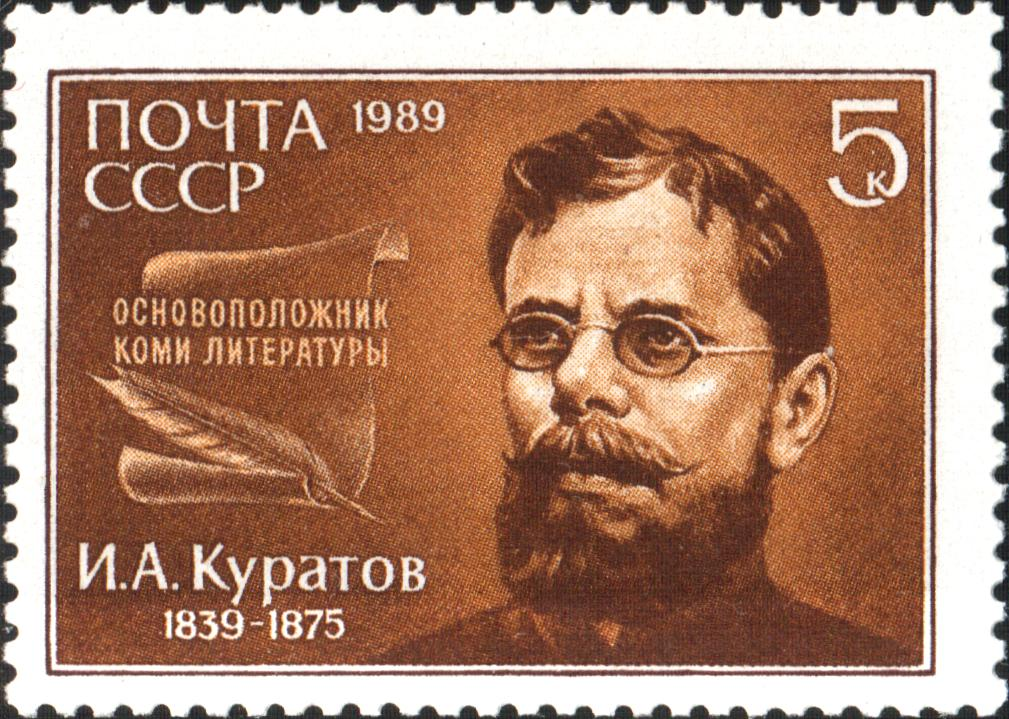
Марка СРСР, присвячена поету, 1989

Центральне місце в поезії Куратова займають філософські і соціально-політичні погляди, помітно забарвлені національною комі самосвідомістю. Життєву мету поета окреслено у вірші «Життя людини» (1857) — «дати щастя рідному народу».
У своїй поезії Куратов створив образи селян-трудівників комі, показав їхнє прагнення до свободи («Моя муза», «У Захара»), виступав нерідко вкрай саркастично проти соціального гноблення, чиновницьких утисків, попівського свавілля («Самсон», «Сни», «Генералу», «Темрява», «Усть-Сисольськ»). Поет збуджував інтерес до духовного світу «простої людини», навіть жебрака, з яким, очевидно, асоціював весь поневолений комі народ («Із собакою», «Бідняк», «Жебрак»). Закликав не цуратися рідної мови, служити комі батьківщині.
Інші відомі твори: «Брамін перед смертю», «Знаю я її такою». Іван Куратов також є автором сатиричних казок («Мікул»), автобіографічної поеми «Записки сліпого».
В рукописах І. О. Куратова виявлено 24 мовознавчі праці, найзначнішими з яких є «Зирянська мова», «Граматика зирянської мови», «Займенники», «Матеріали для пермського тлумачного словника». Куратов приділяв велику увагу вивченню і дослідженню не лише мови комі, а й удмуртської та марійської мов.
Іван Куратов відомий також як перекладач і популяризатор серед комі-зирян російських і зарубіжних, в тому числі українських поетів: Гейне, Шиллерп, І. А. Крилова, О. С. Пушкіна, Горація, Р. Бернса, Беранже тощо. Куратов досліджував і перекладав фольклор: комі, окремі твори з киргизького й волзько-булгарського епосу.
Увесь життєвий шлях і творчість І. О. Куратова пройняті гуманізмом, боротьбою за справедливість і просвіту свого рідного народу.
Вперше про невідомого комі поета повідомили в 1923 році в першому комі часописі «Лісовий ручай» (комі Парма ёль), у 1926 р. вірші Куратова видані у книзі «Комі письменники» (комі Коми гижысьяс).
1932 року вперше опубліковано цілісну книжку віршів Куратова. Твори поета і мислителя повністю видані лише до 100-ліття з дня народження поета в 1939 році.
Двоповерховий дерев'яний дім у Сиктивкарі, у якому жив поет, був знесений, на його місці (по вул. Орджонікідзе, 10) було зведено новий житловий будинок, на першому поверсі якого у 1969 році влаштували Літературно-меморіальний музей І. О. Куратова. Зараз (2008 рік) вирішується питання про будівництво нової споруди для музею.
У Сиктивкарі встановлено пам'ятник І. О. Куратову.
У 2008 році працює Оргкомітет з відзначення 170-річчя з дня народження поета в 2009 році.

## Приклад поезії
Нижче наведено уривок з вірша І. О. Куратова [Про рідну мову] (1857) в оригіналі і в перекладі українською авторства Ю. Буряка:
| комі оригінал | український переклад |
| --- | --- |
| …Тайö кыв ме кывлі Аслам люлю дінын, Сійö менам вунас Сöмын дзебанінын! Тайö кывлысь мичсö Сьöлöмöн ме кылі — И ме медводз сыöн Ньöжйöникöн сьылі… | …Нею колискову Слухав я, дитина. Забере цю мову Тільки домовина. Чар цієї мови Серцем відчуваю — Нею знову й знову Тихо заспіваю… |

## І.О. Куратов і Україна
Іван Куратов переклав з української на комі мову пісню Наталки-Полтавки «Віють вітри, віють буйні» з однойменної п'єси І. П. Котляревського.
Творчості Куратова присвячено статті «Іван Куратов і Україна» Бориса Хоменка (1977), «Моя муза не на продаж» Б. і К. Хоменків (1979).
Окремі твори І. Куратова перекладено українською мовою (І. Гончаренко, П. Скунць, А. Славута, П. Перебийніс тощо).
За деякими даними, прямі нащадки Івана Куратова живуть в Україні у Харкові.
Переклади українською мовою
- [Вірші] // Вітчизна, 1959, № 7;
- [Вірші] // Пісні з-над Печори. Ужгород; Сиктивкар, 1975;
- [Вірші] // Молодь України, 30 листопада 1975;
- [Вірші] // Сузір'я, 1990, № 29, с. 291.
- «Рідна мова».

## Цікаві факти з життя І.О.Куратова
- Іван Куратов розпочав поетичну діяльність у 13-річному віці, навчаючись у духовній семінарії.
- За життя І. О. Куратову вдалося опублікувати лише п'ять своїх віршів, і то під псевдонімом і під виглядом зирянських народних пісень, як в оригіналі, так і у перекладі на російську у Вологодських губернських відомостях за 1866 рік,[2] а також 2 мовознавчі праці.

## Виноски
1. ↑  Тіраспольський Г., Холопова Д. Довідка про І. О. Куратова. Архів оригіналу за 4 березня 2016. Процитовано 6 грудня 2008. Тіраспольський Г., Холопова Д. Довідка про І. О. Куратова (рос.)
2. 1 2  Про І. О. Куратова на foto11.com, приватному проекті Віталія Сергієвського. Архів оригіналу за 24 жовтня 2010. Процитовано 11 грудня 2008.
3. ↑  В Коми обсудили план юбилейных мероприятий, посвященных 170-летию Ивана Куратова, інфо на сайті Інформаційного центру фіно-угорських народів[недоступне посилання](рос.)[недоступне посилання з липня 2019]
4. ↑  «Сузір'я», 1990, вип. 29, с. 291, переклав із комі Юрій Буряк
5. ↑  Про І. О. Куратова в Енциклопедії україномовного ресурсу www.ugraina.org[недоступне посилання з жовтня 2019]